# آلساندرو کازاگرانده
آلساندرو کازاگرانده (ایتالیایی: Alessandro Casagrande؛ ‏ ۱۱ آوریل ۱۹۲۲ – ۲۱ اکتبر ۱۹۶۴) آهنگساز، موسیقی‌دان و نوازنده پیانو اهل ایتالیا بود.
از فیلم‌هایی که وی در آن‌ها نقش داشته‌است، می‌توان به دختر ماتا هاری اشاره نمود.